# Norbert Tadeusz
Pour les articles homonymes, voir Tadeusz.
Norbert Tadeusz, né le 19 février 1940 à Dortmund (Allemagne) et mort le 11 juillet 2011 à Düsseldorf (Allemagne), est un artiste allemand et un peintre figuratif connu.

## Biographie
Norbert Tadeusz étudie de 1960 à 1961 à la Werkkunstschule Dortmund comme peintre libre chez Gustav Deppe. De 1961 à 1966, il étudie à la Staatliche Kunstakademie de Düsseldorf auprès de Gerhard Hoehme, Joseph Fassbender et Joseph Beuys. En 1970, il demeure sur l'île d'Elbe, où il peint des scènes de la vie quotidienne italienne .

## Prix et distinctions
- 1971 : Prix du Kulturkreis dans la Fédération de l'industrie allemande
- 1978 : Prix d'art des artistes, Düsseldorf
- 1983 : Prix Villa Romana